# Kanton Herserange
Der Kanton Herserange war bis 2015 ein französischer Kanton im Arrondissement Briey, im Département Meurthe-et-Moselle und in der Region Lothringen; sein Hauptort war Herserange. Letzter Vertreter im Generalrat des Départements war von 1996 bis 2015 Laurent Righi (PCF).
Der Kanton Herserange war 38,40 km² groß und hatte (1999) 17.218 Einwohner, was einer Bevölkerungsdichte von 448 Einwohnern pro km² entsprach. Er lag im Mittel auf 367 Meter über dem Meeresspiegel, zwischen 255 m in Longlaville und 445 m in Herserange.

## Lage
Der Kanton lag im Nordosten des Départements Meurthe-et-Moselle an dessen Grenze.

Lage des Kantons Herserange im Département Meurthe-et-Moselle
Lage des Kantons Herserange im Arrondissement Briey

## Gemeinden
Der Kanton bestand aus sechs Gemeinden:
| Gemeinde           | Einwohner Jahr | Fläche km² | Bevölkerungsdichte | Code INSEE | Postleitzahl |
| ------------------ | -------------- | ---------- | ------------------ | ---------- | ------------ |
| Haucourt-Moulaine  | 3.070 (2013)   | 7,42       | 414 Einw./km²      | 54254      | 54860        |
| Herserange         | 4.361 (2013)   | 3,54       | 1232 Einw./km²     | 54261      | 54440        |
| Hussigny-Godbrange | 3.489 (2013)   | 15,37      | 227 Einw./km²      | 54270      | 54590        |
| Longlaville        | 2.546 (2013)   | 3,17       | 803 Einw./km²      | 54321      | 54810        |
| Mexy               | 2.242 (2013)   | 4,9        | 458 Einw./km²      | 54367      | 54135        |
| Saulnes            | 2.434 (2013)   | 4          | 608 Einw./km²      | 54493      | 54650        |

## Bevölkerungsentwicklung
| 1962   | 1968   | 1975   | 1982   | 1990   | 1999   | 2006   | 2012   |
| ------ | ------ | ------ | ------ | ------ | ------ | ------ | ------ |
| 19.191 | 23.651 | 22.743 | 19.322 | 17.132 | 17.218 | 17.391 | 18.067 |